# 山田果琳
山田 果琳（やまだ かりん、1998年12月30日 - ）は、日本の元子役である。東京都出身。パワーピット所属。

## 出演

### テレビドラマ
- 検事・朝日奈耀子4（2005年、テレビ朝日） - 大山美穂 役
- 恋する日曜日 はじめての恋（2007年、BS-i） - まどか 役
- エジソンの母（2008年、TBS） - 藍沢永久 役

### CM
- ピッカピカの一年生
- バンダイ 戦隊ジャケット

### WEBドラマ
- MEDICAL×CINEMA NOTE（2005年） - 藤間彩子 役

### 映画
- 四日間の奇蹟（2005年） - 岩村真理子（幼少） 役